# 秦稚芬
秦稚芬，别号五九。光绪年間的京剧演员，主修花旦。秦为京剧演员梅蘭芳之姑父，曾拜入天津著名武術家魏鐵栅門下習武。
秦雖為花旦出身，性格仗義任俠。張蔭桓於戊戌政變後獲罪，貶戍新疆時，秦一路護送至張家口，時人論秦此舉可與大刀王五護送安維峻至戍所媲美。秦亦在梅蘭芳與其老東家“玉成班” 田際雲起爭執時保護過梅蘭芳。